# Raiding Project

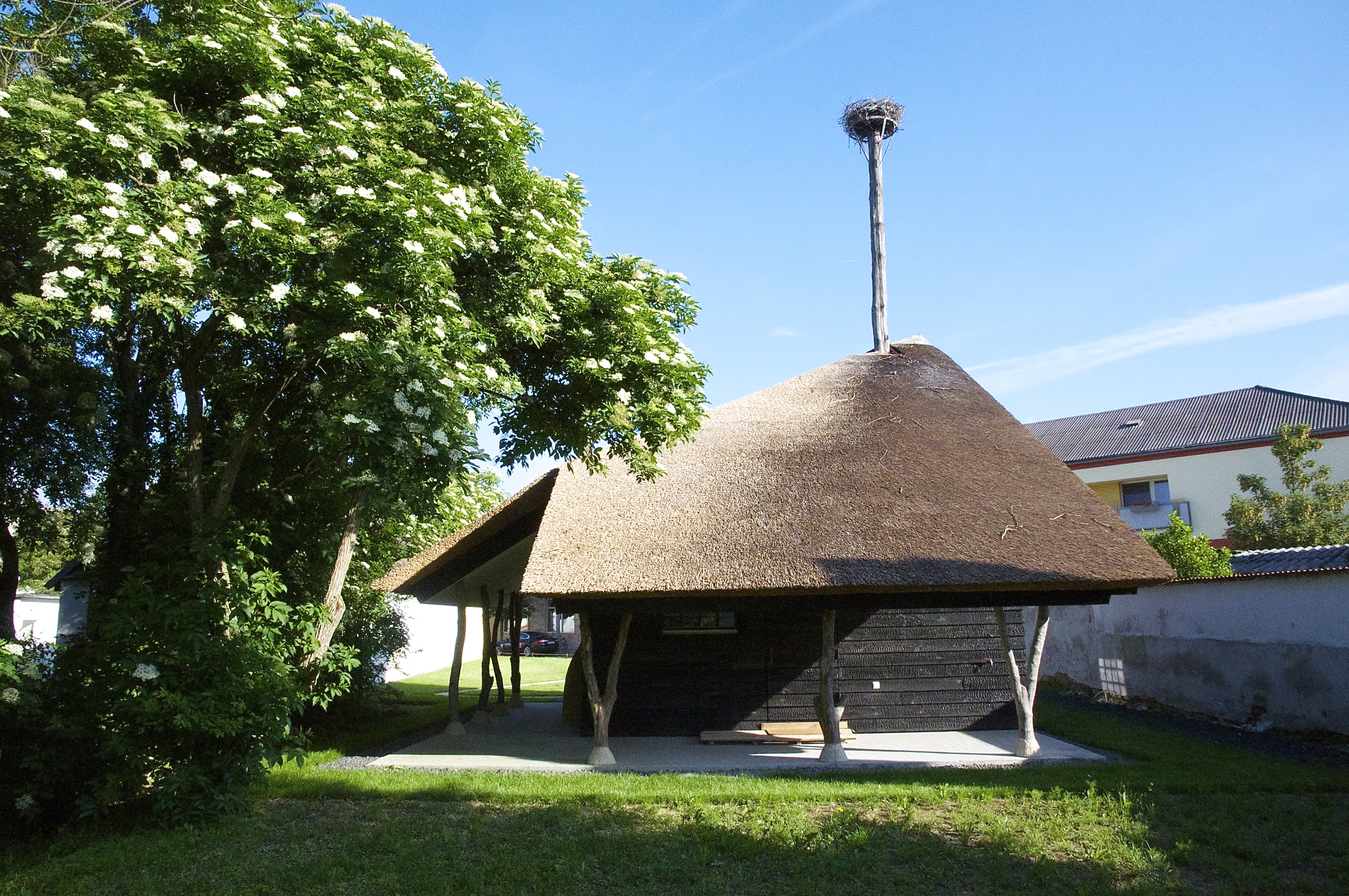
Storchenhaus von Terunobu Fujimori, gewann 2014 den Österreichischen Innovationspreis Tourismus

Das Raiding Project ist eine Kunst- und Architekturinitiative, deren Ziel es ist, in der Gemeinde Raiding experimentelle Gasthäuser von namhaften japanischen Architekten zu errichten. Initiator ist der österreichische Journalist und Fotograf Roland Hagenberg.
Durch das Gewicht der dort vertretenen Künstler und Architekten erlangte das Projekt sehr schnell an Bedeutung. Das dadurch entstandene Storchenhaus wurde im Jahre 2014 mit dem Österreichischen Innovationspreis Tourismus ausgezeichnet.

## Bedeutung
Im Jahre 2014 wurde das „Storchenhaus“ aus dem Raiding Project mit dem Österreichischen Innovationspreis Tourismus ausgezeichnet.

## Bisherige Aktivitäten
- „Architekturvorträge“, Wien und Raiding mit den Architekten Kengo Kuma, Terunobu Fujimori, Hiroshi Hara und Takaharu Tetsuka, 2010–2011, teilweise in Kooperation mit der Technischen Universität Wien
- „Crossover Architecture“, BMW Group Showroom, Tokio 24. Weltkongress für Architektur mit den Pritzkerpreisträgern Kazuyo Sejima, Ryue Nishizawa und Toyo Ito.
- „Kleinarbeiten“, Zeichnungen Fotos und Skizzen internationaler Künstler, unter anderem mit Arbeiten von Jeff Koons, Gilbert & George, Christo, Sheila Metzner, Bernd Zimmer, Karl A. Meyer und Peter Beard, 2012
- „Stork Haus, Terunobu Fujimori“, das von Terunobu Fujimori entworfene „Stork-Haus“ wird fertiggestellt, Oktober 2012[4]
- „Cloud of Humanity, Karl. A. Meyer“ Lo Ling Gallery, Raiding, Installation des Schweizer Künstlers Karl A. Meyer bestehend aus 15.000 unterschiedlichen Tonfiguren.
- „Hara Haus“, Vortrag des japanischen Architekten Hiroshi Hara, 2012
- Raststation „3 Wanderer“ – Hiroshi Hara, Oktober 2014
- „Hiden/Versteckt“ – 37 Künstler zeigen ihre Arbeiten in einem 200 Jahre alten Bauernhaus. U.a. mit Ai Weiwei, Donald Baechler, Kengo Kuma, Terunobu Fujimori, Bernd Zimmer und Roland Hagenberg. Oktober 2015[5]
- Einweihung der Skulptur „Birdman“ von Karl A. Meyer, Oktober 2015[6]